# Deluxe Paint
Deluxe Paint, DeluxePaint oder einfach DPaint ist ein Bitmap-Grafik Zeichenprogramm, das ursprünglich von Dan Silva für Electronic Arts (EA) entwickelt wurde.
Die erste Version von Deluxe Paint wurde für den Commodore Amiga 1000 entwickelt und im November 1985 veröffentlicht. Später wurde es auch auf andere Plattformen portiert, so zum Beispiel auch für DOS basierte PCs. Bis zum Anfang der 1990er Jahre war es das Standard-Programm für pixelbasierte Bildbearbeitung, bis es von anderen Produkten wie zum Beispiel Photoshop abgelöst wurde.

## Geschichte
Deluxe Paint entstand als ein internes Entwicklungs-Tool bei Electronic Arts unter dem Namen „Prism“. Nachdem der Autor Dan Silva weitere Funktionen hinzufügte, wurde es als ein Vorzeige-Produkt weiterentwickelt, das mit dem Erscheinen des Amigas im Jahr 1985 vorgestellt werden sollte. Direkt nach der Veröffentlichung wurde es schnell von der Amiga Community angenommen und wurde das de-facto Standard-Tool für Grafik (später auch für Animationen) für diese Plattform. Es war bei der Entwicklung von Amiga Spielen, Animationen und in der Amiga Demoszene fast allgegenwärtig. Der Hersteller der Amiga Produktserie, Commodore, beauftragte Electronic Arts später, die Version „4.5 AGA“ zu erstellen, die mit dem neuen AGA-Chipset des Amiga 1200 und Amiga 4000 kompatibel war. Die Version 5 war die letzte Version nach dem Konkurs von Commodore im Jahr 1994.
Durch die Entwicklung von Deluxe Paint führte Electronic Arts die Datei-Standards ILBM und ANIM für Grafik und Animationen ein. Obwohl diese auf dem Amiga weit verbreitet waren, erlangten sie auf anderen Plattformen nie große Akzeptanz bei Endanwendern, wurden aber stark von Firmen der Spielebranche zur Erstellung der Spielegrafik genutzt. Lucasarts nutzte Deluxe Paint für die Entwicklung von Titeln wie Monkey Island und ist der Ursprung des Namens der Hauptfigur „Guybrush Threepwood“ aus dieser Serie. Besagter Name wurde von dem Namen der Datei abgeleitet, in der dessen Bilddaten gespeichert waren: „guybrush.bbm“.
Frühe Versionen wurden mit und ohne Kopierschutz ausgeliefert, letztere zu einem etwas höheren Preis. Der Kopierschutz wurde später generell fallengelassen. Deluxe Paint war das erste Produkt in einer Reihe der „Electronic Arts Tools“ Sparte und wurde später in die „ICE“ Sparte verschoben („ICE“ für „Interactivity, Creativity, Education“). Weitere Titel aus dieser Reihe waren Amiga-Programme wie „Deluxe Music Construction Set“, „Deluxe Video“, und die „Studio“ Serie von Grafikprogrammen für den Macintosh.

### Commodore Amiga Versionen

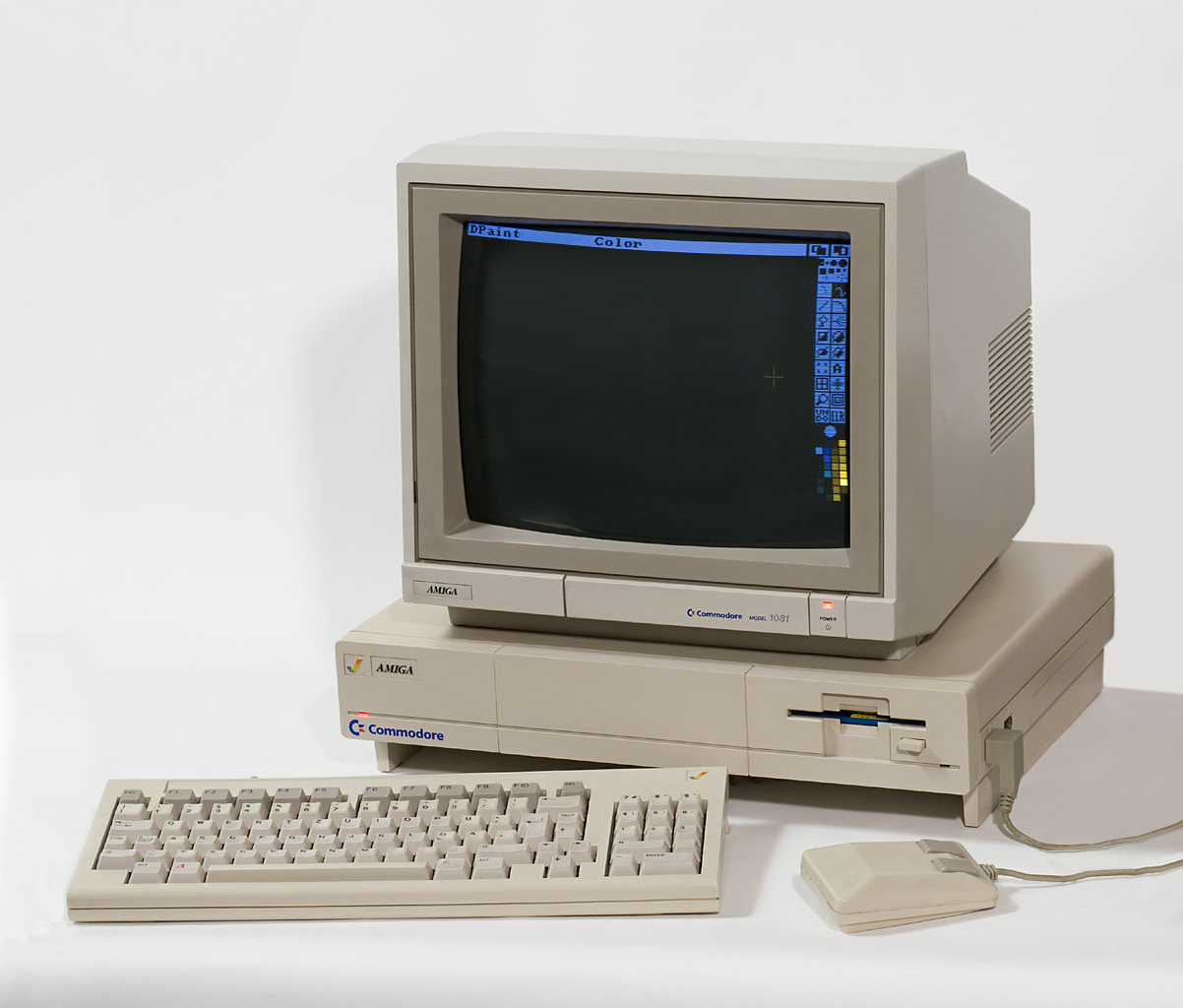
Deluxe Paint I auf einem Amiga 1000

- Deluxe Paint I (1985)
- Deluxe Paint II (1986)
- Deluxe Paint III (1988)
- Deluxe Paint IV (1991)
- Deluxe Paint 4.5 AGA (1993)
- Deluxe Paint V (1995)[4]

### Apple IIGS
DeluxePaint II für den Apple IIGS wurde von Brent Iverson entwickelt und 1987 veröffentlicht.

### MS-DOS Versionen
Deluxe Paint II for PC erschien im Jahr 1988 und benötigte MS-DOS 2.0 und 640 kB RAM. Es unterstützte CGA, EGA, MCGA, VGA, Hercules und Tandy IBM-kompatible PC-Grafikkarten.
Deluxe Paint II Enhanced wurde 1989 veröffentlicht und benötigte MS-DOS 2.11 mit 640 kB RAM.
Deluxe Paint II Enhanced 2.0, veröffentlicht im Jahr 1994, wurde die erfolgreichste PC-Version. Sie war mit ZSofts „PC Paintbrush“ PCX Grafikformat kompatibel. Die MS-DOS Konvertierung wurde ebenfalls von Brent Iverson durchgeführt, die erweiterten Funktionen stammten von Steve Shaw. Sie unterstützte CGA, EGA, MCGA und VGA IBM-kompatible PC-Grafikkarten-Standards von Hercules, Tandy und Amstrad, und die meisten der frühen Super-VGA-Grafikkarten-Modi (je nach Hersteller). Dadurch unterstützte diese Version eine Auflösung von bis zu 800×600 Pixel bei 256 (aus 262.144) Farben, und 1024×768 bei 16 Farben.

### Atari ST Versionen
Deluxe Paint ST wurde 1990 veröffentlicht. Unter anderem unterstützte es auch die STE-Farbpalette von 4096 Farben.

### Vermächtnis
Im Jahr 2015 veröffentlichte Electronic Arts über das Computer History Museum den Quelltext von Deluxe Paint I.

## Funktionen
Im Gegensatz zu heutigen Bildbearbeitungsprogrammen, wie zum Beispiel Photoshop, waren die meisten Grafikprogramme stark auf die Bitmap- und Bitplane-Darstellung der nativen Amiga Chipsets ausgerichtet, und von diesen war Deluxe Paint der prominenteste Vertreter.
Der Amiga unterstützte von Haus aus indizierte Farben. Das bedeutet, dass der Farbwert eines Pixels nicht durch RGB-Werte definiert wurde, sondern vielmehr durch einen Verweis auf eine Position (Index) innerhalb einer fest definierten Farbpalette. Indem man die Farben dieser Palette anpasste, wurden alle Pixel der entsprechenden Index-Position automatisch ebenfalls in ihrem Farbwert geändert. Grafiker konnten diese Eigenschaft nutzen, indem sie durch sogenanntes „Color-Cycling“ Animationen erschufen.
Deluxe Paint III fügte Unterstützung für den „Extra Halfbrite“ Modus des Amigas hinzu. Weitere Funktionen erlaubten es, durch Schablonen mit bestimmten Farben zu malen und durch Unschärfe-Effekte an diesen Effekte zu erreichen, die denen einer Lichtquelle in 3D-Programmen ähnelten. Deluxe Paint III erlaubte es, Einzelbild-Animationen und animierte Pinsel zu erstellen. Letztere erlaubten es dem Benutzer, einen Bereich einer Animation als „animierten Pinsel“ zu wählen, der dann während der Animation zum Zeichnen verwendet werden konnte. Damit war Deluxe Paint eines der ersten Programme, die diese Funktion ermöglichten. Die Funktion ist vergleichbar mit „Copy & Paste“, nur dass man mehr als ein Bild gleichzeitig aufnehmen konnte.
Deluxe Paint IV, das ohne die Mitarbeit von Dan Silva als Hauptprogrammierer entstand, wurde als weniger elegant angesehen und stürzte öfter ab als sein Vorgänger. Dennoch beinhaltete es entscheidende neue Funktionen, wie zum Beispiel die Unterstützung des Hold-And-Modify-Modus, der nicht mehr Bitplane-basiert war. Version 4.5 AGA erschien im darauf folgenden Jahr, behob die Instabilitäten und fügte Unterstützung für die neuen AGA Grafikmodi des Amiga 1200 und Amiga 4000 hinzu. Außerdem wurde das Bildschirm-Interface überarbeitet. Es war als einzeln vertriebenes Produkt erhältlich und wurde auch als Bundle zusammen mit dem Amiga vertrieben.
Die letzte Version von Deluxe Paint, Version 5, unterstützte 24 Bit RGB Grafiken. Da jedoch nur der AGA Chipsatz verwendet wurde, konnte das 24 Bit RGB Bild nur im internen Speicher verwendet werden, während das angezeigte Bild noch immer mit indizierten Farben arbeitete.

### Workflow
Der Rückgriff auf indizierte Farben führte zu einem bestimmten Arbeitsfluss, den man seitdem nicht mehr in vielen Grafikprogrammen vorfand. Die starke Verknüpfung zwischen Farbpalette und Bilddaten machte Deluxe Paint zu einem hervorragenden Tool, um Bitmap-basierte Icons, Animationen und Spielegrafiken zu erstellen, bevor Grafiken mit Echtfarben allgegenwärtig wurden.
Mit den „[“ und „]“ Tasten konnte man durch die Farbpalette wandern, und somit das Index-basierte Malen in einen schnellen, zweihändigen Prozess mit Maus und Tastatur verwandeln. Mit der rechten Maustaste konnte man mit der Hintergrundfarbe malen (anstelle wie bei heutigen Programmen ein Kontext-Menü zu öffnen).
Beispielsweise konnte man Transparenz erreichen, indem man eine „Hintergrund“-Farbe wählte, was leicht durch einen Rechtsklick auf die Palette geschah. Farben konnten durch die Nutzung einer Maske vor einer Änderung gesperrt werden. Einfache Farbanimationen konnten durch benachbarte Änderungen in der Farbpalette erstellt werden.
Pinsel konnten durch verschiedene Tools aus dem Hintergrund ausgeschnitten werden. Später konnten diese genauso wie andere Pinsel oder Malwerkzeuge genutzt werden. Diese Funktionalität war leichter anwendbar als das „Stempel“-Tool von Photoshop oder Alphakanälen, die in später erschienenen Programmen verfügbar wurden. Pinsel konnten rotiert und skaliert werden, sogar in 3D. Nachdem ein Pinsel gewählt worden war, wurde er an den Mauszeiger angeheftet und erlaubte so eine genaue Voransicht von dem, was gezeichnet wurde. Daher konnte man auf den Pixel präzise Pinsel platzieren, im Gegensatz zu Pinsel in Photoshop bis Version CS3, die nur einen Umriss zeigten.
Animationen, die im IFF ANIM Format gespeichert wurden, waren nach der Delta-Kodierung komprimiert, die nur Unterschiede zwischen einzelnen Frames speicherte. Daher waren diese Animationen klein und schneller in der Wiedergabe.

## Wahrnehmung
Deluxe Paint II war das gebräuchlichste Grafikprogramm auf dem Amiga. Mit Deluxe Paint III erschien erstmals eine deutschsprachige Version für einen Straßenpreis von ca. 250 DM. Compute! kritisierte die Dokumentation als unzureichend, stellte aber fest, dass Deluxe Paint ein Grafikprogramm von enormem Umfang und Flexibilität sei.
Deluxe Paint war ein kommerzieller Erfolg für Electronic Arts.

## Beispiele
Das Musikvideo für die Single Move Your Feet des dänischen Duos Junior Senior wurde durch die Künstlergruppe Shynola ausschließlich mit der Amiga-Version von Deluxe Paint erstellt.
Der Webcomic „Unicorn Jelly“ von Jennifer Diane Reitz wurde über einen zeitlichen Verlauf von drei Jahren mit Deluxe Paint II erstellt, eine Zeichnung wurde täglich zu Mitternacht veröffentlicht.
Der britische Autor und Künstler Molly Cutpurse nutzte Deluxe Paint, um im Film Murder on the Moon (mit Brigitte Nielsen) verwendete Grafiken zu erstellen.